# Ulderico Pesce
Ulderico Biagio Franco Pesce (Rivello, 16 giugno 1963) è un attore e regista teatrale italiano.

## Biografia
Dopo aver frequentato il liceo classico "Carlomagno" di Lauria, si diploma attore all'Istituto nazionale del dramma antico di Siracusa, poi regista presso la Scuola d'Arti Drammatiche di Mosca diretta da Anatolij Vasiliev e infine consegue la laurea in lettere moderne, con il massimo dei voti, all'Università "La Sapienza" di Roma. Dirige il Centro mediterraneo delle arti di Rivello, compagnia teatrale riconosciuta dal Ministero dei beni culturali.

## Carriera
Ha lavorato in diversi spettacoli tra cui Antigone di Sofocle diretto da Walter Pagliaro, Edipo re e Macbeth diretti da Gabriele Lavia, e Il Tartufo di Molière.
È inoltre autore, narratore e regista di opere teatrali, molte delle quali trattano temi cari alle popolazioni della sua terra, la Basilicata, e del Mezzogiorno in generale. Tra queste vi sono Asso di monnezza, che racconta e denuncia i traffici illeciti di rifiuti in Italia; Contadini del Sud, tratto dall'opera di Rocco Scotellaro e Amelia Rosselli che narra la vita di Scotellaro attraverso i suoi stessi testi; Levi Carlo Graziadio che racconta il confino di Carlo Levi in Lucania; L'innaffiatore del cervello di Passannante, storia dell'anarchico Giovanni Passannante autore di un attentato a Umberto I di Savoia e condannato a una disumana prigionia; Storie di scorie che racconta del pericolo nucleare in Italia, dei depositi scorie nucleari di Rotondella, Saluggia, Casaccia e delle grandi manifestazioni popolari del novembre 2003 contro la decisione di creare un deposito nazionale di scorie nucleari a Scanzano Jonico; FIATo sul collo, spettacolo che narra dei 21 giorni di lotta degli operai dello stabilimento Fiat di Melfi; Evviva Maria, in cui si racconta la storia dei moti di Reggio Calabria del 1970.
Appare anche, saltuariamente, come attore di cinema e televisione, in particolare nel film Passannante di Sergio Colabona, dove interpreta sé stesso.

## Minacce
Pesce è stato vittima di minacce verbali e fisiche. La sua auto è stata danneggiata e il suo podere dato alle fiamme, oltre ad aver ricevuto intimidazioni telefoniche. Nel 2018 ha vissuto sotto scorta per un anno.

## Regie teatrali
- La libellula di Amelia Rosselli
- L'apparizione di Elsie di Aldo Rosselli
- Diario ottuso di Amelia Rosselli
- Il castello di carta di Ulderico Pesce
- Il contrabbasso di Patrick Süskind
- La macchina della felicità di Antonio Di Stefano
- Novecento di Alessandro Baricco
- Contadini del Sud di Rocco Scotellaro e Amelia Rosselli
- Viaggio nel tempo della Rivoluzione Partenopea di Ulderico Pesce
- Levi Carlo Graziadio 15 luglio 1935 di Giovanni Russo e Ulderico Pesce
- Hagar: Federico II tra Oriente e Occidente di Ulderico Pesce
- L'innaffiatore del cervello di Passannante di Ulderico Pesce
- Storie di scorie: il pericolo nucleare italiano di Ulderico Pesce
- FIATo sul collo: la lotta degli operai Fiat di Melfi di Ulderico Pesce
- A come... amianto di Ulderico Pesce
- Asso di monnezza: i traffici illeciti di rifiuti di Ulderico Pesce
- Il triangolo degli schiavi[6] di Ulderico Pesce
- Evviva Maria: i moti di Reggio Calabria del 1970 e l'assassinio di 5 anarchici di Ulderico Pesce

## Filmografia

### Cinema
- Signorina Effe, regia di Wilma Labate (2007)
- Mineurs, regia di Fulvio Wetzl (2007)
- Passannante, regia di Sergio Colabona (2011)

### Televisione
- Un medico in famiglia, episodio 1x42 (1999)
- Il destino ha quattro zampe (2002)
- La squadra (2003)
- Casa famiglia 2 (2003)
- Raccontami una storia (2004)
- Raccontami (2006)